# Elliot Eisner
Elliot Eisner é um professor de arte e educação na Universidade de Stanford. Ele é ativo em vários campos, tais como arte-educação, reforma curricular e pesquisa qualitativa.